# Орпингтон (порода кур)

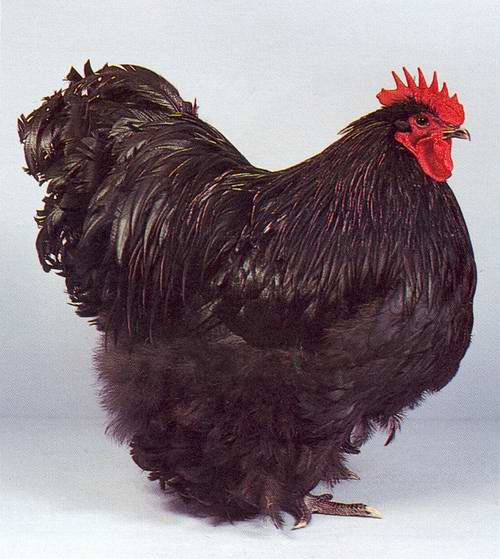
Чёрный орпингтон (петух)

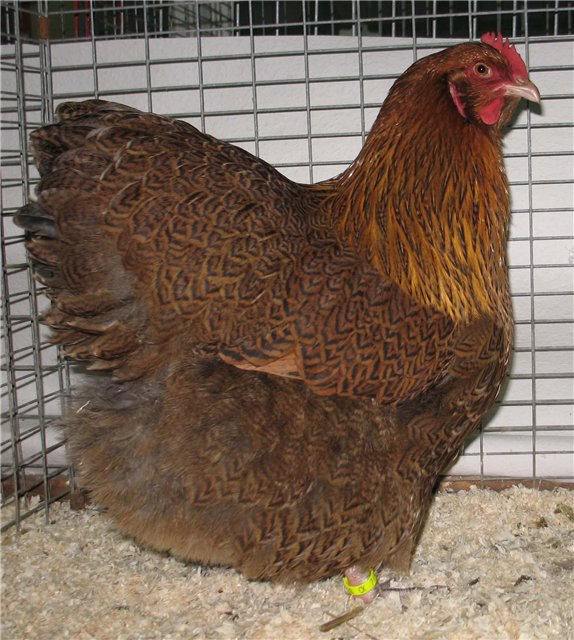
Куропатчатый орпингтон (курица)

Орпингтон — мясо-яичная порода кур; порода эта получила название от города Орпингтон в графстве Кент, Англия, где она была выведена Вильямом Куком, целью которого было получить породу общепользовательного типа, отвечающую английским требованиям — например, с белой, а не жёлтой, как у американских пород, кожей.

## Продуктивность
- Живая масса: петухов 5-7 кг, кур — 4,5-5,5 кг.
- Яйценоскость: 140-160 яиц в год.
- Вес яиц : 65-71 г.
- Цвет скорлупы: жёлтый-коричневый.
- Выводимость молодняка: 93 %.

## История
Работа по выведению орпингтонов началась в 1876 году, первоначально они имели две формы гребня: розовидную и листовидную, впоследствии стали разводить птицу только с листовидной формой гребня. Первый выведенный орпингтон был чёрного цвета. Первоначально некоторые птицеводы осуждали курицу Кука, считая, что птица нестабильна. Но бизнесмен добился своего, он вырастил хорошую, крепкую, здоровую птицу, которая быстро откармливалась, у неё была высокая яйценоскость, и в условиях свободного выгула она могла сама себе добывать корм.

## Виды окраса
По цвету оперения имеется 11 разновидностей: чёрная, белая, жёлтая, фарфоровая, чёрно-белая, голубая, полосатая, красная, куропатчатая, берёзовая, жёлтая с чёрной каймой.

### Чёрные
Чёрные орпингтоны — первая выведенная В. Куком разновидность. В её образовании принимали участие: чёрные голоногие лангшаны, минорки и чёрные плимутроки. Новая порода встретила тёплый приём среди многочисленных мелких хозяев. Помимо хозяйственных качеств орпингтоны привлекали своей внешностью. Многие стремились усовершенствовать новинку и удачником здесь оказался Партингтон, скрестивший их с чёрными кохинхинами, которые придали орпингтонам пышность оперения, в дальнейшем именно тип Партингтона стал типичным для орпингтонов. Впоследствии чёрный орпингтон дал начало отдельной породе австралорп, которая сохранила все хозяйственные качества чёрных орпингтонов.

### Белые
Белые орпингтоны — появились впервые на выставке в 1889 году. Они были получены скрещиванием чёрных гамбургских с белыми леггорнами. Белые куры, полученные от такого скрещивания, спаривались с петухами доркинг белой окраски, несомненно участие в их выведении белых кохинхинов. Особи с белым цветом мяса и оперения всегда обладали преимуществом при производстве мясных тушек.

### Палевые (жёлтые)
Палевые (жёлтые) орпингтоны выведены скрещиванием тёмных доркингов, палевых кохинхинов, золотистых гамбургских. На выставках появились в 1894 году. Жёлтые орпингтоны на момент создания представляли собой первоклассную общепользовательную породу, они обладают большой выносливостью, имеют хорошую яйценоскость и дают превосходную мясную тушку, так как имеют белую окраску кожи и ног. С момента появления и по настоящее время жёлтая окраска наиболее распространена среди орпингтонов.

### Фарфоровые
Фарфоровые орпингтоны или, как их ещё называют, «орпингтоны бриллиантового юбилея» выведены в 1897 году, в год бриллиантового юбилея королевы Виктории, откуда и произошло их название. Считается, что получены они были, так же как и жёлтые орпингтоны, но скрещивание производилось не с тёмными доркингами, а с пёстрыми.

### Чёрно-белые
В 1899 году появились чёрно-белые орпингтоны. Вывели их при участии чёрных доркингов, полосатых плимутроков и серебристо-пятнистых гамбургских. 

### Голубые
Голубые орпингтоны выведены в Англии в 1900 году И. Парьнгтоном. Мало распространены, являются любительской разновидностью.

### Красные
Красные орпингтоны выведены в Германии скрещиванием жёлтых орпингтонов тёмного оттенка с красными суссексами, красными род-айландами и куропатчатыми виандотами. На выставке в Мюнхене появились впервые в 1905 году.

## Стандарт
Орпингтоны типичная общепользовательная порода; крупный рост, бело-розовая кожа, белое, нежное мясо, тонкость костяка и способность к откорму делает их ценной мясной породой. Вместе с тем и яйценоскость довольно высока. Насиживают орпингтоны хорошо. Цыплята выращиваются легко. В общем орпингтоны выносливы, сравнительно легко и быстро растут, сравнительно легко переносят жару и холод. Хотя могут содержаться в ограниченном выгуле, но лучших результатов в смысле роста цыплят и большей яйценоскости получаются на больших выгулах. Для полного успеха очень важен чистокровный, темпераментный петух. Ограда выгула должна быть не менее 1,5 метров, этот уровень для орпингтонов достаточен.
Общее впечатление: очень большая, высокостоящая, мускулистая порода с очень коротким, скудным, плотно прилегающим оперением, почти вертикальной осанкой, с головой хищной птицы и мрачным взглядом. Немного ниже, чем малайские, менее изогнута линия шеи, очень прямая спина.

### Породные признаки петуха
- Корпус: туловище большое, массивное, широко и низко посажено.
- Шея: средней длины, оперение обильно, слегка наклонена.
- Грудь: низкая, широкая, особенно объёмно развита.
- Спина: широкая, выходит из сильно развитых плеч, кажется короткой из-за обильного оперения на шее и седле, постепенно переходит в хвост. Шейно-спинно-хвостовая линия образует ровную дугу /изгиб/.
- Крылья: маленькие, прочно прижаты.
- Хвост: короткий из-за полной седловины, очень широкий, перьев очень много.
- Живот: широкий, объёмный, низкий.
- Голова: маленькая, хорошо округлена, покрыта тонкой кожей.
- Гребень: простой, стоячий, низкий, равномерно имеет 5-6 зубчиков, не очень широк, следует линии затылка.
- Серёжки средней величины, округлены.
- Ушные мочки: красные, средней длины.
- Клюв: сильный.
- Глаза: от оранжевого до чёрного, в зависимости от цвета оперения.
- Бедро : телесного цвета, покрыто пушистым оперением.
- Лапы: средней длины, без перьев.

### Породные признаки курицы
- По форме более коренастая, чем петух.
- Спина: несмотря на обильное оперение на шее и седле ещё заметна. Виден ровный изгиб линии голова-спина-хвост.
- Хвост: короткий, из-за объёмной спины очень широк, весь покрыт перьями. Самая высокая точка хвоста недалеко от кончика хвоста.
- Грубые ошибки: узкое туловище, форма как у кохинхина, высокая, плоская грудь, высокая или коренастая посадка, длинный, острый или очень распущенный хвост. Белое в ушных мочках.